# Prod, Grabštanj
Prod (nemško Sand) je naselje v Občini Grabštanj v Okraju Celovec-dežela na Koroškem v Avstriji.